# +44
+44 (skrivs även (+44); uttalat "plus forty four" på engelska) är ett band som skapades av Blink-182-medlemmarna Mark Hoppus (bas och sång) och Travis Barker (trummor och keyboard).
Craig Fairbaugh som tidigare spelade gitarr i The Transplants med Travis Barker och gitarristen i The Nevous Return, Shane Gallagher är också med i bandet. Bandets debutalbum, When Your Heart Stops Beating, släpptes den 14 november 2006 i USA.

## Historia
Efter att Blink-182 hade splittrats i februari 2005 ville Mark Hoppus och Travis Barker fortsätta att spela musik och började att skriva låtar tillsammans. Från början så använde de bara elektroniska trummor, keyboards och en dator. Medan de skrev låtar så bjöd de in punkrocksångaren Carol Heller från bandet Get The Girl för att sjunga i en av deras låtar. Mark och Travis var nöjda och de fortsatte att skriva låtar men nu tillsammans med Carol. Sommaren 2005 bjöd de även in Shane Gallager och i oktober samma år så köpte Travis och Mark en studio. Bandet började spela med riktiga instrument men lite av bandets elektroniska sound var kvar. Carol som inte gillade det man nu spelade, lämnade bandet och fick mer tid med sin familj som hon ändå länge velat. Men hennes sång är fortfarande kvar i några låtar. +44 fortsatte att jobba på sin nya skiva och efter en tids inspelning kommer Craig Fairbaugh och spelar gitarr i bandet.
Mark Hoppus har sagt att allt som finns på albumet är det som finns inom honom på cd. "Vill du veta vilka vi är, hur vi tänker eller hur vi känner? Lyssna på albumet.". Låten No It Isn't syftar speciellt på Blink-182.
Under inspelningen av deras debutvideo (When Your Heart Stops Beating) bröt Travis Barker armen och måste vila i 8 veckor. Detta gör att (+44) måste skjuta upp USA-turnén.

## Bandet
- Mark Hoppus (från blink-182) - bas gitarr/sång
- Travis Barker (The Transplants, blink-182 och Box Car Racer) - Trummor keyboards
- Craig Fairbaugh (The Transplants och Lars Frederiksen and the Bastards) - Gitarr/Sång
- Shane Gallagher (The Nervous Return) - Gitarr

Tidigare medlemmar:
- Carol Heller (Get the Girl) Sång/Gitarr (2005 2006)

## Diskografi
Album
- 2006 – When Your Heart Stops Beating

Singlar
- 2006 – No It Isn't
- 2006 – Lycanthrope
- 2006 – "When Your Heart Stops Beating"
- 2006 – Cliff Diving
- 2006 – Lillian
- 2006 – 155(låt)